# Syzygium impressum
Syzygium impressum är en myrtenväxtart som beskrevs av N.H.Xia, Y.F.Deng och K.L.Yip. Syzygium impressum ingår i släktet Syzygium och familjen myrtenväxter.
Artens utbredningsområde är Hongkong (Kina). Inga underarter finns listade i Catalogue of Life.